# Polleniopsis patiens
Polleniopsis patiens är en tvåvingeart som först beskrevs av Walker 1858.  Polleniopsis patiens ingår i släktet Polleniopsis och familjen spyflugor. Inga underarter finns listade i Catalogue of Life.